# 吉爾·維倫紐夫賽道
吉尔·維倫紐夫赛道（法語：Circuit Gilles-Villeneuve）是一条位于加拿大魁北克省蒙特利尔的一条赛道。它是国际汽联一级方程式赛车加拿大大奖赛的举办地。也曾举办过世界跑车锦标赛、世界冠军赛车系列赛等赛事。

## 赛道历史

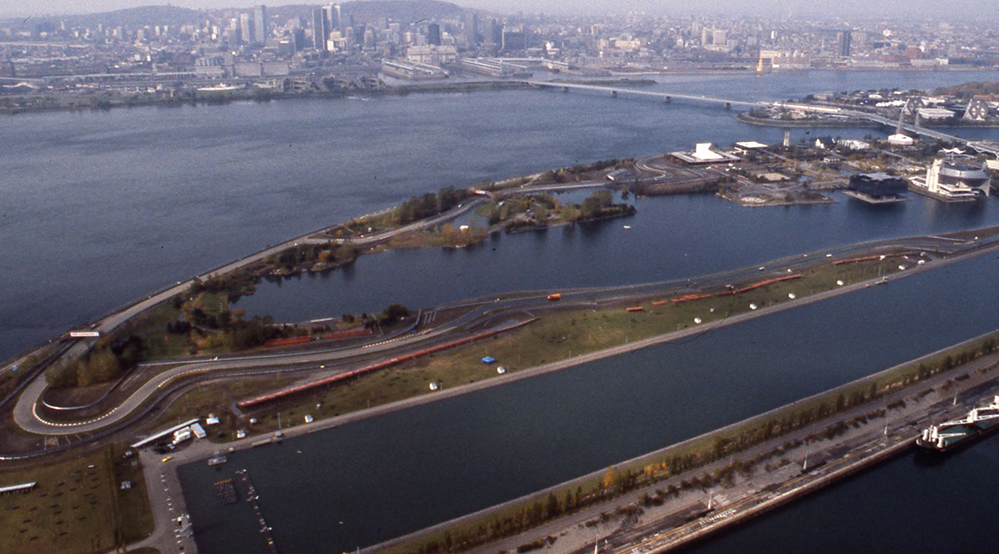
1978年圣劳伦斯河上的圣母岛赛道。

赛道最初名为圣母岛赛道（法语：Île Notre-Dame Circuit），于1978年建造并完工。当时加拿大大奖赛已经加入一级方程式赛车赛程达10年之久，曾在莫斯波特公園和蒙特朗布朗賽道举办过，此后数十年则由这条赛道举办该赛事。1982年，为了纪念在当年比利时大奖赛中去世的加拿大一级方程式车手吉爾·維倫紐夫，该赛道被重新命名。赛道位于蒙特利尔的让-德拉波公园。该公园以当时负责组织1967年世界博览会的蒙特利尔市长的名字命名。
赛道横跨圣海伦岛和圣母岛，一座圣劳伦斯河上的人造岛，其大部分都是为1967年世界博览会而建造的。圣海伦岛也因1967年世博会而被人工扩大。在赛事的电视转播中经常能看到博览会的一个著名残迹，蒙特利尔生物圈。

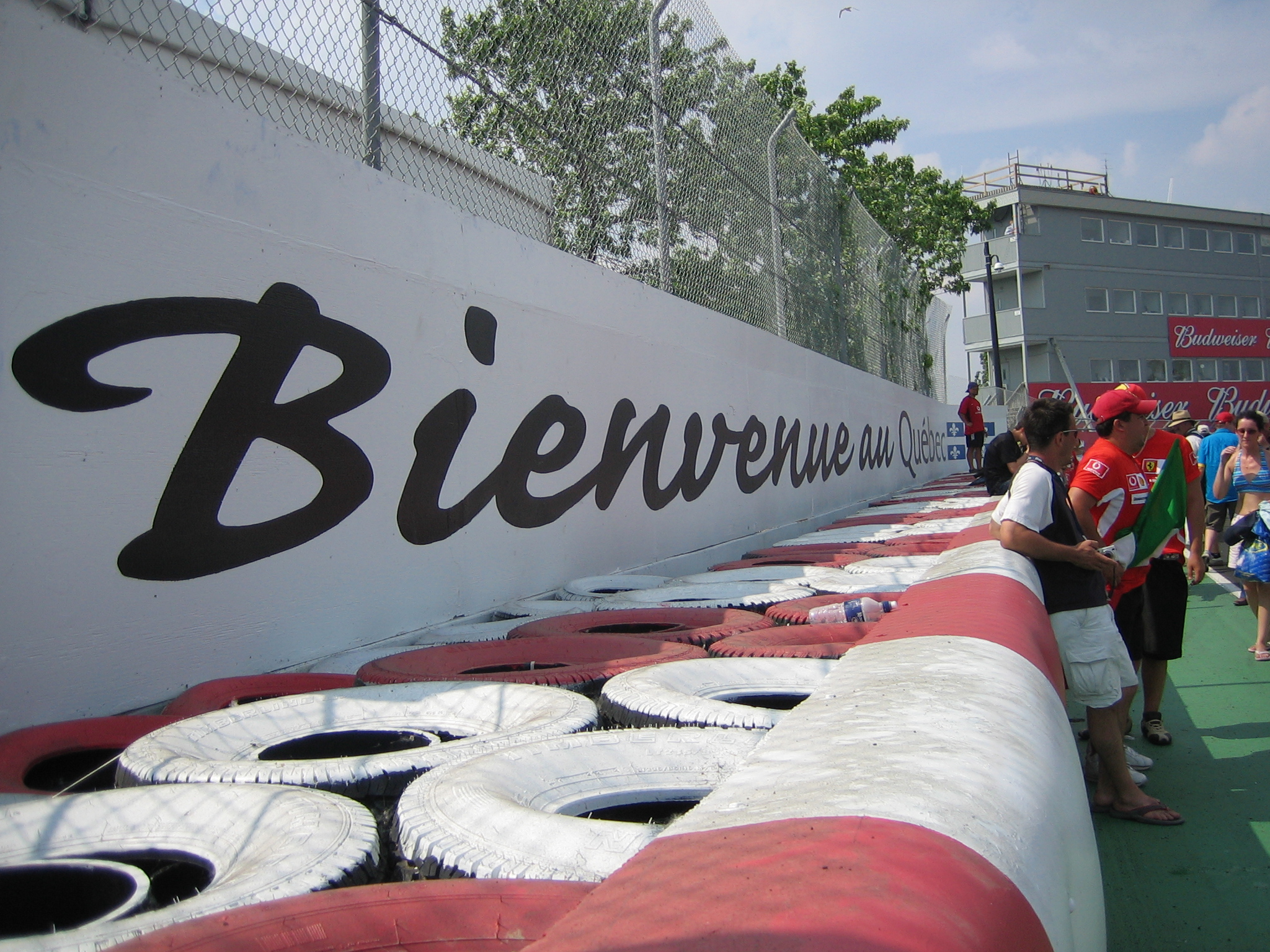
Bienvenue au Québec

赛道附近设有护栏，许多经验丰富的车手曾因此受阻。赛道特别著名的一部分是在起终点直道前最后的赛道变道区外的墙壁。1999年，这面墙壁上刻有“Bienvenue au Québec”（“欢迎来到魁北克”）的字样，因此被昵称为“Mur du Québec”（魁北克墙），结束了三位一级方程式世界冠军达蒙·希尔、迈克尔·舒马赫和雅克·维伦纽夫的比赛。此后，这面墙被昵称为“冠军之墙”（The Wall of Champions）。在接下来的几年里，2009年世界冠军詹森·巴顿（2005年）和四次世界冠军塞巴斯蒂安·维特尔（2011年，在练习赛中）也成为了这面墙的受害者。

在它存在的头几年，赛道由技术性中速的变道和相对较低的整体圈速组成。然而，多年来，赛道已经转变成了一条追求直线速度的高速赛道。在1986年至1988年之间（其中1987年发生了一年的间断），停车道和起终点直道从发卡针的位置移到了快速的右-左变道的出口处，这里成为了最后一个弯道。在1989年意大利圣马力诺大奖赛发生了罗兰·拉岑贝格和艾尔顿·塞纳的致命事故后，1994年在赛道的赌场弯和发卡弯之间插入了一个变道，以降低最高速度。1996年的比赛中，这个变道和赌场弯都被取消了，赛道从底部的发卡弯变成了一条直道。
2002年，赛道的维修站的出口被改变，以提高车手的安全性。这也缩短了赛道的长度。
2005年，在大奖赛前，对最后一个赛道变道的路缘进行的变更在车手中引发了争议。路缘被提高，并且车手难以看清，使比赛变得更具挑战性。

2017年，由于新一级方程式赛车的更高弯道速度以及国际汽联（FIA）规定的新安全要求，赛道在2017年5月撤除了旧的轮胎障碍，增加了额外的Tecpro障碍。根据2017年的技术规定，专家预测F1赛车在蒙特利尔的比赛中每圈速度将提高三到五秒。2017年的F1比赛还看到了最后一个赛道变道（冠军之墙）的出口角度发生了改变，因为FIA认为它很危险。

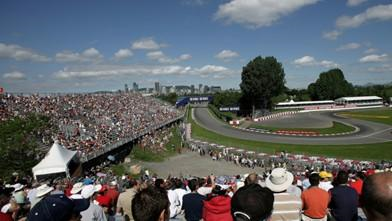
塞纳 'S'弯

转弯1和2的组合被称为塞纳 'S'弯。从鸟瞰图来看，转弯1和2在一起可以形成一个“S”形。由于重新设计的出发弯进入第二个弯道，一开始并不那么明显。
非常快的Pont de la Concorde弯（第8弯）位于桥下通道之后，在第9弯和发卡w弯之前，被称为“快速曲线”，车手可在此加速追赶。
发卡针是圈道上最典型的180°发卡弯设计，赛车在F1比赛中需要完全锁定方向盘。进入发卡弯时采取的不同线路可能导致在弯道内或在比赛中出口时超车。刹车太晚会导致车辆偏离正轨，有些车辆会在看台前旋转。